# Zoccolo (architettura)

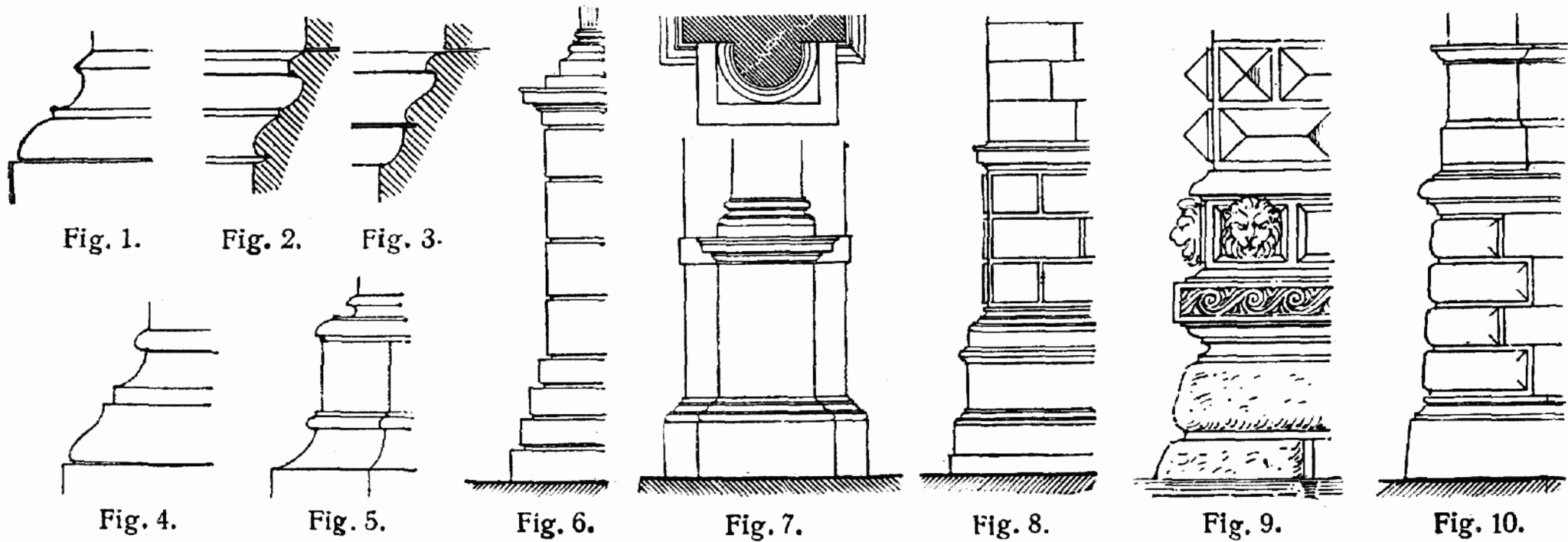
Tipi di zoccolo

Lo zoccolo o basamento in architettura è un elemento del piedistallo.
In particolare, nella divisione dei sotto-elementi classici, è il blocco di pietra che forma la parte più in basso, a contatto con il piano d'appoggio. Al di sopra si appoggia canonicamente il dado, la parte centrale e piana, e sopra ancora la cimasa. 
Zoccolo e cimasa spesso presentano cornici digradanti o modanature. 
Si possono chiamare zoccolo anche altri elementi architettonici di forma analoga e collocati alla base di edifici (sinonimo di plinto), installazioni o suppellettili.